# Богдановка-Ноуе
Богдановка-Ноуе (рум. Bogdanovca Nouă) — село в Молдові в Чимішлійському районі. Входить до складу комуни, центром якої є місто Чимішлія.

## Населення
За даними перепису населення 2004 року, у селі Богдановка-Ноуе проживало 233 особи (121 чоловік, 112 жінок).
Етнічний склад села:
| Національність | Число мешканців | Відсотковий склад |
| -------------- | --------------- | ----------------- |
| українці       | 175             | 75.11             |
| молдовани      | 38              | 16.31             |
| росіяни        | 8               | 3.43              |
| гагаузи        | 4               | 1.72              |
| болгари        | 4               | 1.72              |
| інші           | 4               | 1.72              |
| Всього         | 233             | 100%              |